# Felipe de Mallorca
Felipe de Mallorca, (Perpiñán 1288-Nápoles 1340), infante de Mallorca y  'regente del reino'  (  ' 1324 - 1335  ').

## Orígenes familiares
Hijo del rey Jaime II de Mallorca y su mujer,  Esclarmonda de Foix. Era nieto por línea paterna del conde de Barcelona y rey de Aragón Jaime I el Conquistador y Violante de Hungría, y por línea materna del conde Roger IV de Foix y Brunisenda de Cardona. Fue hermano de Sancho I de Mallorca y Fernando de Mallorca.

## Biografía
Durante el periodo en el que su padre fue despojado de su reino por su sobrino Alfonso III de Aragón (1286-1298 años), el joven Felipe pasó los años de su infancia en Francia: no siendo el primogénito, fue destinado al estudio. En París estudió artes liberales y teología con su hermano Jaime (el hijo primogénito, que renunció a la corona en 1299 para convertirse en fraile franciscano). Durante sus años de estudio en París, en 1302 (a la edad de catorce años) Felipe tomó la decisión de entrar en la Orden de los Frailes Predicadores. Lo más probable es que él también fuera ordenado sacerdote. Después de varios años, sin embargo, Felipe decidió abandonar la orden de los dominicos, por lo que en algunas zonas comenzó a correr la voz de que el niño era el anticristo (porque se creía que el Anticristo sería un exmonje).
El joven entonces consideró que entrar, al igual que su hermano, en el Orden de Frailes Menores, ya que estaba muy decepcionado del orden principal vigente en aquella época, la llamada Comunidad. Los franciscanos no eran, en opinión de Felipe, fieles a la idea original de la orden y se habían convertido en perseguidores de los verdaderos guardianes de la pobreza franciscana, los espirituales. Al final, Felipe entró al Tercera orden de San Francisco, se obligó con el voto de observar la Regla y el Testamento de San Francisco en todo su rigor y se rodeó en su corte de Mallorca de religiosos animados por el mismo fervor. Ramon Llull, en su panfleto sobre la Navidad (De natal párvulos pueri Iesu) define el príncipe como "ilustrado, devotus te humilis".
Recibió por parte del papa muchos títulos y beneficios: entre otras cosas, fue abad laico de la abadía de San Pablo en Narbona, preboste de Bajas, canónigo en Elna, París, Tournai, Beauvais, Barcelona y Mallorca.
En 1311, conoció a Angelo Clareno en Aviñón, el ex-superior de los Ermitaños Franciscanos del orden eremítica de Celestino V y, tras la muerte de Pere Joan Olivi, guía los Espirituales. En 1313 Clareno pasó cincuenta días en la corte del príncipe Felipe en Mallorca. Desde entonces, la amistad entre ambos se hizo más profunda cada día, hasta que Clareno llegó a ser asesor indispensable de Felipe, y en él se debió sin duda los posicionamientos religiosos cada vez más extremas del príncipe. Fue seguramente por esta influencia y para asegurarse de que no quedara cautivado totalmente por las ideas de Clareno, que el Papa Juan XXII le ofreció a Felipe en 1317 la diócesis de Miralpeix, la que él renunció, al igual que el año anterior también había renunciado a la Arzobispado de Tarragona. Clareno se congratuló de estas decisiones de Felipe.
El Papa encomendó a Felipe intervenir como pacificador en la disensión entre la Corona de Aragón y el Reino de Mallorca, y por eso Felipe escribió una carta a los dos reyes llenos de amargura, de desprecio por las realidades mundanas y las expectativas apocalípticas.
A la muerte de su hermano, el rey Sancho I de Mallorca, en 1324, Felipe fue nombrado regente de su sobrino Jaime III de Mallorca (hijo de Fernando, el hermano de Felipe y Sancho), el heredero nombrado por Sancho antes de morir sin descendencia. El nombramiento como sucesor del pequeño Jaime agitó durante algún tiempo la ira del rey Jaime II de Aragón, que reclamó para sí el reino de Mallorca. Sólo la intermediación del papa Juan XXII pudo evitar la guerra, acordándose que Jaime II de Aragón renunciaría a todas las demandas a cambio de la sucesión de Jaime III de Mallorca y de la ayuda a la Corona de Aragón en la conquista de Cerdeña.
Situado temporalmente al mando del reino, Felipe se vio obligado a cumplir con este acuerdo, aunque significaba para la gente pagar altos impuestos para cubrir los costes de la guerra. El país sufrió una grave crisis financiera. Además de estas razones, el pesimismo, el aislamiento y la actitud desencantada de Felipe, atrajeron las quejas y los descontentos contra él, lo que provocó una revuelta liderada por los condes de Foix y Comminges.
Felipe, decidido a reforzar las relaciones con la corona de Aragón, acordó el 24 de septiembre de 1325 la unión matrimonial del pequeño Jaime con la entonces la infanta Constanza de Aragón y de Entenza, hija del futuro rey Alfonso el Benigno.
El verano de 1329 Felipe dejó la corte de Mallorca y se fue a Nápoles, la corte de su hermana Sancha. Entonces renunció a todos sus beneficios eclesiásticos para vivir en la pobreza más radical, y en 1335, con la mayoría de edad de Jaime, también puso oficialmente fin a su regencia del Reino de Mallorca. En Mallorca, permanecieron sus seguidores en contacto con los fraticellis que se extendieron por Italia y la Provenza. Incluso en 1362, durante la Inquisición contra Luis de Durazzo acusado de ser el protector de los fraticellis, un testigo declaró que una secta de los seguidores de Clareno llamaban "Hermanos de Felipe de Mallorca" .
En un sermón pronunciado en Nápoles, Felipe atacó abiertamente el Papa, acusándole de ser el perseguidor de los verdaderos seguidores del Evangelio. A la muerte de Clareno, en 1337, Felipe desempeñó un papel de liderazgo de estos "celosos" Franciscanos en el sur de Italia. En una carta al hermano de Roberto I de Nápoles, el papa Juan XXII definía Felipe de rebelde notorio y no arrepentido, líder de una secta condenada que acogía en su seno los verdaderos herejes. El príncipe Felipe se mantuvo, pero irreductible. Murió entre 1340 y 1343.